# Bradford (Tennessee)
Bradford es un pueblo ubicado en el condado de Gibson en el estado estadounidense de Tennessee. En el Censo de 2010 tenía una población de 1.048 habitantes y una densidad poblacional de 234,44 personas por km².

## Geografía
Bradford se encuentra ubicado en las coordenadas 36°4′27″N 88°48′56″O / 36.07417, -88.81556. Según la Oficina del Censo de los Estados Unidos, Bradford tiene una superficie total de 4.47 km², de la cual 4.47 km² corresponden a tierra firme y (0%) 0 km² es agua.

## Demografía
Según el censo de 2010, había 1.048 personas residiendo en Bradford. La densidad de población era de 234,44 hab./km². De los 1.048 habitantes, Bradford estaba compuesto por el 90.74% blancos, el 7.06% eran afroamericanos, el 0.29% eran amerindios, el 0.19% eran asiáticos, el 0% eran isleños del Pacífico, el 0.57% eran de otras razas y el 1.15% pertenecían a dos o más razas. Del total de la población el 1.05% eran hispanos o latinos de cualquier raza.